# Väistönselkä
Väistönselkä är en sjö i Finland. Den ligger i Nyslott i landskapet Södra Savolax, i den sydöstra delen av landet, 280 km nordost om huvudstaden Helsingfors. Väistönselkä ligger 64 meter över havet.